# فانيستيس

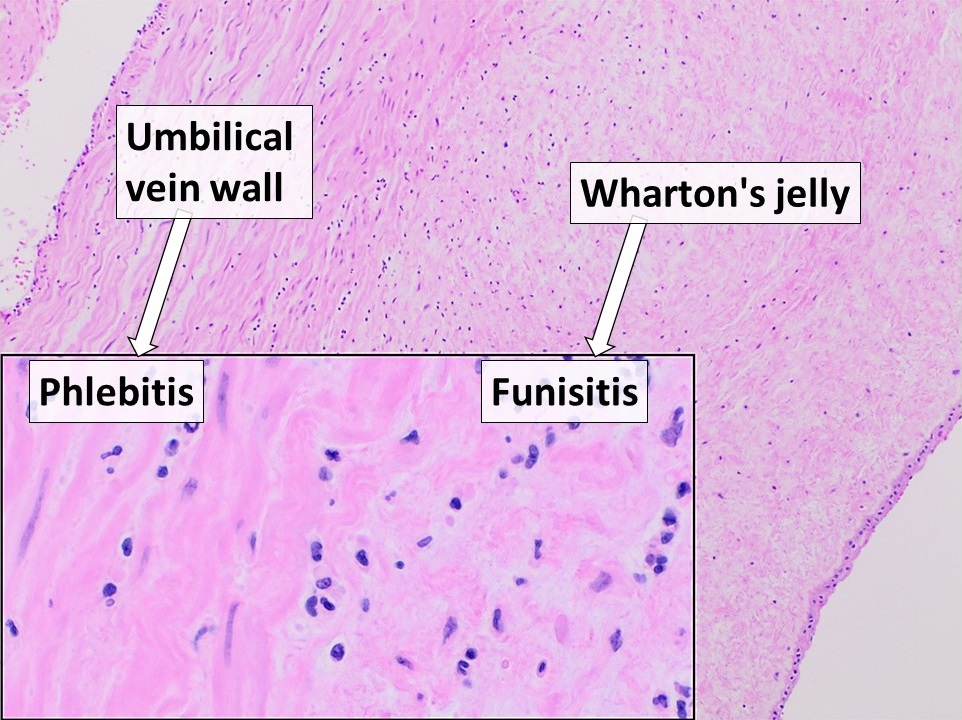

فانيستيس (بالإنجليزية: Funisitis) هو التهاب الأنسجة الضامة من الحبل السري، والتي قد تسبب الإجهاض. وعادة ما يسبق ذلك التهاب الأوعية الدموية في الشريان السري أو الأوردة وقد يكون ناتجاً عن التهاب الغوريوناميونيون.

## النخر
إن الفحوصات النخرية هي شكل شديد القسوة من الفحوصات التي يبدأ فيها النسيج الذي يصنع الحبل السري ليموت. وهو مرتبط بالزهري الخلقي. ومن النادر الآن. وينظر على وجه الحصر تقريباً في الخدج. غالبية الأطفال المصابين يولدون ميتين، أو بموتون في غضون أسابيع قليلة من الولادة.